# ما هي الحياة؟ (كتاب)
ما هي الحياة؟ الجانب المادي للخلية الحية هو كتاب علمي صدر عام 1944 كتبه الفيزيائي إروين شرودنغر للقارئ العادي. استند الكتاب إلى دورة محاضرات عامة ألقاها شرودنجر في فبراير 1943، تحت رعاية معهد دبلن للدراسات المتقدمة حيث كان مديرًا للفيزياء النظرية، في كلية الثالوث، دبلن. اجتذبت المحاضرات حوالي 400 شخص، تم تحذيرهم «من أن الموضوع كان صعبًا وأنه لا يمكن وصف المحاضرات بأنها شائعة، على الرغم من أن سلاح الفيزيائي الأكثر ترويعًا، وهو الاستنتاج الرياضي، لن يتم استخدامه بصعوبة.» ركزت محاضرة شرودنغر على سؤال واحد مهم: «كيف يمكن تفسير الأحداث في المكان والزمان التي تحدث داخل الحدود المكانية للكائن الحي من خلال الفيزياء والكيمياء؟»
في الكتاب، قدم شرودنغر فكرة «البلورة غير الدورية» التي تحتوي على معلومات وراثية في تكوينها للروابط الكيميائية التساهمية. في الخمسينات من القرن الماضي، حفزت هذه الفكرة الحماس لاكتشاف الجزيء الوراثي. على الرغم من أن وجود شكل من أشكال المعلومات الوراثية قد افترض منذ عام 1869، إلا أن دورها في التكاثر وشكلها الحلزوني كانا لا يزالان غير معروفين وقت محاضرة شرودينغر. وبالرجوع إلى الوراء، يمكن اعتبار البلورة غير الدورية لشرودنجر بمثابة تنبؤ نظري منطقي لما كان ينبغي أن يبحث عنه علماء الأحياء أثناء بحثهم عن المواد الجينية. كل من جيمس واتسون، وفرانسيس كريك، اللذين اقترحا معا بنية الحلزون المزدوج للحمض النووي استنادا إلى، من بين رؤى نظرية أخرى، تجارب حيود الأشعة السينية التي أجرتها روزاليند فرانكلين، نسبا إلى كتاب شرودينغر تقديم وصف نظري مبكر لكيفية عمل تخزين المعلومات الوراثية، واعترف كل منهما بشكل مستقل بالكتاب كمصدر إلهام لأبحاثهما الأولية.

## خلفية
يستند الكتاب إلى محاضرات أُلقيت تحت رعاية معهد دبلن للدراسات المتقدمة، في كلية الثالوث، دبلن، في فبراير 1943 وتم نشره في عام 1944. في ذلك الوقت، على الرغم من أن الحمض النووي كان معروفًا بأنه مكون من نواة الخلية، فإن المفهوم «الجزيء الوراثي» كان نظريًا بحت، مع مرشحين مختلفين. كان أحد أكثر فروع الفيزياء نجاحًا في ذلك الوقت هو الفيزياء الإحصائية، وميكانيكا الكم، وهي نظرية إحصائية جدًا بطبيعتها. شرودنجر نفسه هو أحد الآباء المؤسسين لميكانيكا الكم.
كان تفكير ماكس ديلبروك حول الأساس المادي للحياة تأثيرًا مهمًا على شرودنغر. ومع ذلك، قبل وقت طويل من نشر ما هي الحياة؟، قام عالم الوراثة والحائز على جائزة نوبل عام 1946 هرمان مولر في مقالته عام 1922 بعنوان "التباين بسبب التغيير في الجين الفردي" بوضع جميع الخصائص الأساسية للوراثة جزيء "(لم يُعرف بعد ذلك أنه DNA) كان على شرودنجر إعادة اشتقاقه في عام 1944" من المبادئ الأولى "في ما هي الحياة؟ (بما في ذلك "عدم دورية" للجزيء)، الخصائص التي حددها مولر وصقلها بشكل إضافي في مقالته عام 1929 "الجين كأساس للحياة" وخلال الثلاثينيات. علاوة على ذلك، كتب هرمان مولر نفسه في رسالة عام 1960 إلى صحفي بخصوص ما هي الحياة؟ أن أيا كان الكتاب الصحيح عن «الجزيء الوراثي» قد تم نشره بالفعل قبل عام 1944 وأن شرودنجر كانت مجرد تكهنات خاطئة؛ قام مولر أيضًا بتسمية اثنين من علماء الوراثة المشهورين (بما في ذلك دلبروك) الذين عرفوا كل منشور ذي صلة قبل عام 1944 وكانوا على اتصال بشرودنغر قبل عام 1944. لكن الحمض النووي باعتباره جزيء الوراثة أصبح في المقدمة فقط بعد تجارب آزوولد إيفري للتحول البكتيري التي نُشرت في عام 1944؛ قبل تلك التجارب، كانت البروتينات تعتبر الأكثر ترجيحًا. تم تأكيد الحمض النووي باعتباره الجزيء المعني من خلال تجربة هيرشي تشيس التي أجريت في عام 1952.

## المحتوى
يوضح شرودنغر في الفصل الأول أن معظم القوانين الفيزيائية على نطاق واسع ترجع إلى الفوضى على نطاق ضيق. يسمي هذا المبدأ «النظام من الفوضى». كمثال يذكر الانتشار، والذي يمكن نمذجه كعملية منظمة للغاية، ولكن ناتج عن الحركة العشوائية للذرات أو الجزيئات. إذا تم تقليل عدد الذرات، يصبح سلوك النظام عشوائيًا أكثر فأكثر. ويذكر أن الحياة تعتمد بشكل كبير على النظام وأن الفيزيائي الساذج قد يفترض أن الكود الرئيسي للكائن الحي يجب أن يتكون من عدد كبير من الذرات.
في الفصل الثاني والثالث، يلخص ما كان معروفًا في هذا الوقت عن الآلية الوراثية. والأهم من ذلك، أنه يوضح الدور المهم الذي تلعبه الطفرات في التطور. ويخلص إلى أن حامل المعلومات الوراثية يجب أن يكون صغير الحجم ودائمًا في الوقت نفسه، بما يتعارض مع توقعات الفيزيائي الساذج. لا يمكن حل هذا التناقض بالفيزياء الكلاسيكية.
في الفصل الرابع، يقدم شرودنجر جزيئات مستقرة بالفعل حتى لو كانت تتكون من ذرات قليلة فقط، كحل. على الرغم من أن الجزيئات كانت معروفة من قبل، إلا أن استقرارها لا يمكن تفسيره بالفيزياء الكلاسيكية، ولكن يرجع ذلك إلى الطبيعة المنفصلة لميكانيكا الكم. علاوة على ذلك، ترتبط الطفرات ارتباطًا مباشرًا بالقفزات الكمية.
يواصل شرحه، في الفصل الخامس، أن المواد الصلبة الحقيقية، والتي هي أيضًا دائمة، هي بلورات. يعود استقرار الجزيئات والبلورات إلى نفس المبادئ ويمكن أن يطلق على الجزيء «جرثومة المادة الصلبة». من ناحية أخرى، يجب اعتبار المادة الصلبة غير المتبلورة، بدون بنية بلورية، سائلة ذات لزوجة عالية جدًا. يعتقد شرودنجر أن مادة الوراثة هي جزيء لا يكرر نفسه على عكس البلورة. يسمي هذا بلورة غير دورية. تسمح طبيعته غير الدورية بتشفير عدد لا حصر له من الاحتمالات باستخدام عدد صغير من الذرات. ويقارن أخيرًا هذه الصورة بالحقائق المعروفة ويجدها وفقًا لها.

يقول شرودنغر في الفصل السادس:
... مسألة المعيشة، في حين لا تنطوي على «قوانين الفيزياء» على النحو الذي تم إنشاؤه حتى الآن، «قوانين أخرى في الفيزياء» حتى الآن، والتي بمجرد الكشف عنها، ستكون بمجرد الكشف عنها، ستكون تشكل جزءا لا يتجزأ تماما العلم كالسابق.
وهو يعلم أن هذا البيان منفتح على سوء الفهم ويحاول توضيحه. المبدأ الرئيسي الذي ينطوي عليه «النظام من الفوضى» هو القانون الثاني للديناميكا الحرارية، والذي بموجبه يزيد الانتروبيا فقط في نظام مغلق (مثل الكون). يوضح شرودنغر أن المادة الحية تتجنب الانحلال إلى التوازن الديناميكي الحراري من خلال الحفاظ على الانتروبيا السلبية في نظام مفتوح.
في الفصل السابع، يؤكد أن «النظام من النظام» ليس جديدًا تمامًا على الفيزياء؛ في الواقع، إنه أبسط وأكثر منطقية. لكن الطبيعة تتبع «الترتيب من الفوضى»، مع بعض الاستثناءات مثل حركة الأجرام السماوية وسلوك الأجهزة الميكانيكية مثل الساعات. لكن حتى هؤلاء يتأثرون بالقوى الحرارية والاحتكاكية. تعتمد الدرجة التي يعمل بها النظام ميكانيكيًا أو إحصائيًا على درجة الحرارة. إذا تم تسخينها، تتوقف الساعة عن العمل، لأنها تذوب. على العكس من ذلك، إذا اقتربت درجة الحرارة من الصفر المطلق، فإن أي نظام يتصرف بشكل ميكانيكي أكثر فأكثر. تقترب بعض الأنظمة من هذا السلوك الميكانيكي سريعًا إلى حد ما حيث تكون درجة حرارة الغرفة معادلة عمليًا للصفر المطلق.

يختتم شرودنغر هذا الفصل والكتاب بتكهنات فلسفية حول الحتمية والإرادة الحرة وسر الوعي البشري. إنه يحاول "معرفة ما إذا كنا لا نستطيع استخلاص النتيجة الصحيحة غير المتناقضة من المقدمات التاليتين: (1) يعمل جسدي كآلية خالصة وفقًا لقوانين الطبيعة؛ و (2) ومع ذلك، أعرف، من خلال التجربة المباشرة التي لا جدال فيها، أنني أقوم بتوجيه حركاتها، والتي أتوقع آثارها، والتي قد تكون مصيرية وكلها مهمة، وفي هذه الحالة أشعر وأتحمل المسؤولية الكاملة عنها. والاستنتاج الوحيد الممكن من هاتين الحقيقتين هو، على ما أعتقد، أنني - أنا بالمعنى الأوسع للكلمة، أي كل عقل واعي قال أو شعر بـ "أنا" - أنا الشخص، إن وجد، الذي يتحكم في "حركة الذرات" وفقًا لقوانين الطبيعة ". يرفض شرودنجر فكرة أن مصدر الوعي يجب أن يهلك مع الجسد لأنه يرى الفكرة "مقيتة". كما يرفض فكرة أن هناك أرواحًا متعددة خالدة يمكن أن توجد بدون الجسد لأنه يعتقد أن الوعي مع ذلك يعتمد بشكل كبير على الجسد. كتب شرودنغر أنه للتوفيق بين المنطقتين:
البديل الوحيد الممكن هو ببساطة الاحتفاظ بالتجربة المباشرة التي مفادها أن الوعي هو صيغة المفرد التي لا يعرف الجمع عنها؛ أن هناك شيئًا واحدًا وأن ما يبدو أنه تعدد هو مجرد سلسلة من الجوانب المختلفة لهذا الشيء الواحد...
أي حدس بأن الوعي هو الجمع، كما يقول، هو أوهام. شرودنجر متعاطف مع المفهوم الهندوسي للبراهمان، والذي بموجبه يكون وعي كل فرد مجرد مظهر من مظاهر الوعي الوحدوي الذي يسود الكون - والذي يتوافق مع المفهوم الهندوسي عن الله. يخلص شرودنغر إلى أن " أنا" الشخص، إن وجد، الذي يتحكم في "حركة الذرات" وفقًا لقوانين الطبيعة." ومع ذلك، فهو يصف الاستنتاج بأنه "شخصي بالضرورة" في "مضامينه الفلسفية". في الفقرة الأخيرة، يشير إلى أن المقصود بكلمة "أنا" ليس مجموعة الأحداث المختبرة بل "القماش الذي جمعت عليه". يكتب أنه إذا نجح المنوم المغناطيسي في محو كل الذكريات السابقة، فلن يكون هناك فقدان للوجود الشخصي - "ولن يكون هناك أبدًا."

## «مفارقة» شرودنجر
في عالم يحكمه القانون الثاني للديناميكا الحرارية، من المتوقع أن تقترب جميع الأنظمة المعزولة من حالة الاضطراب الأقصى. نظرًا لأن الحياة تقترب من حالة شديدة التنظيم وتحافظ عليها، يجادل البعض بأن هذا يبدو أنه ينتهك القانون الثاني المذكور أعلاه، مما يعني أن هناك مفارقة. ومع ذلك، نظرًا لأن المحيط الحيوي ليس نظامًا معزولًا، فلا توجد مفارقة. يتم دفع تكلفة زيادة النظام داخل الكائن الحي عن طريق زيادة الفوضى خارج هذا الكائن بفقدان الحرارة في البيئة. من خلال هذه الآلية، يتم إطاعة القانون الثاني، وتحافظ الحياة على حالة عالية التنظيم، والتي تحافظ عليها من خلال التسبب في زيادة صافية في الفوضى في الكون. من أجل زيادة التعقيد على الأرض - كما تفعل الحياة - هناك حاجة إلى طاقة مجانية وفي هذه الحالة توفرها الشمس.

## طَبعات
- روين شرودنجر (1944)، ما هي الحياة؟ : الجانب المادي للخلية الحية. بناءً على محاضرات أُلقيت تحت رعاية معهد دبلن للدراسات المتقدمة في كلية ترينيتي، دبلن، في فبراير 1943.

## أُنظر أيضا
- إنتروبيا والحياة
- طاقة غيبس الحرة
- جيمس واتسون
- فلسفة علم الأحياء

## روابط خارجية
- Österr. Zentralbibliothek für Physik
- باللغة الإيطالية Critical interdisciplinary review of Schrödinger's "What Is life?"
- Schroedinger's influence on biology